# 钦科蒂格陨击坑
钦科蒂格陨击坑（Chincoteague）是火星刻布壬尼亚区的一座撞击坑，其中心坐标位于北纬41.5度、西经236度处，直径37公里（23英里），名称取自美国弗吉尼亚州小镇钦科蒂格，1979年被国际天文学联合会行星系统命名工作组正式采用。
钦科泰格陨击坑中央有一座小土丘，沿坑壁可看到许多的冲沟。

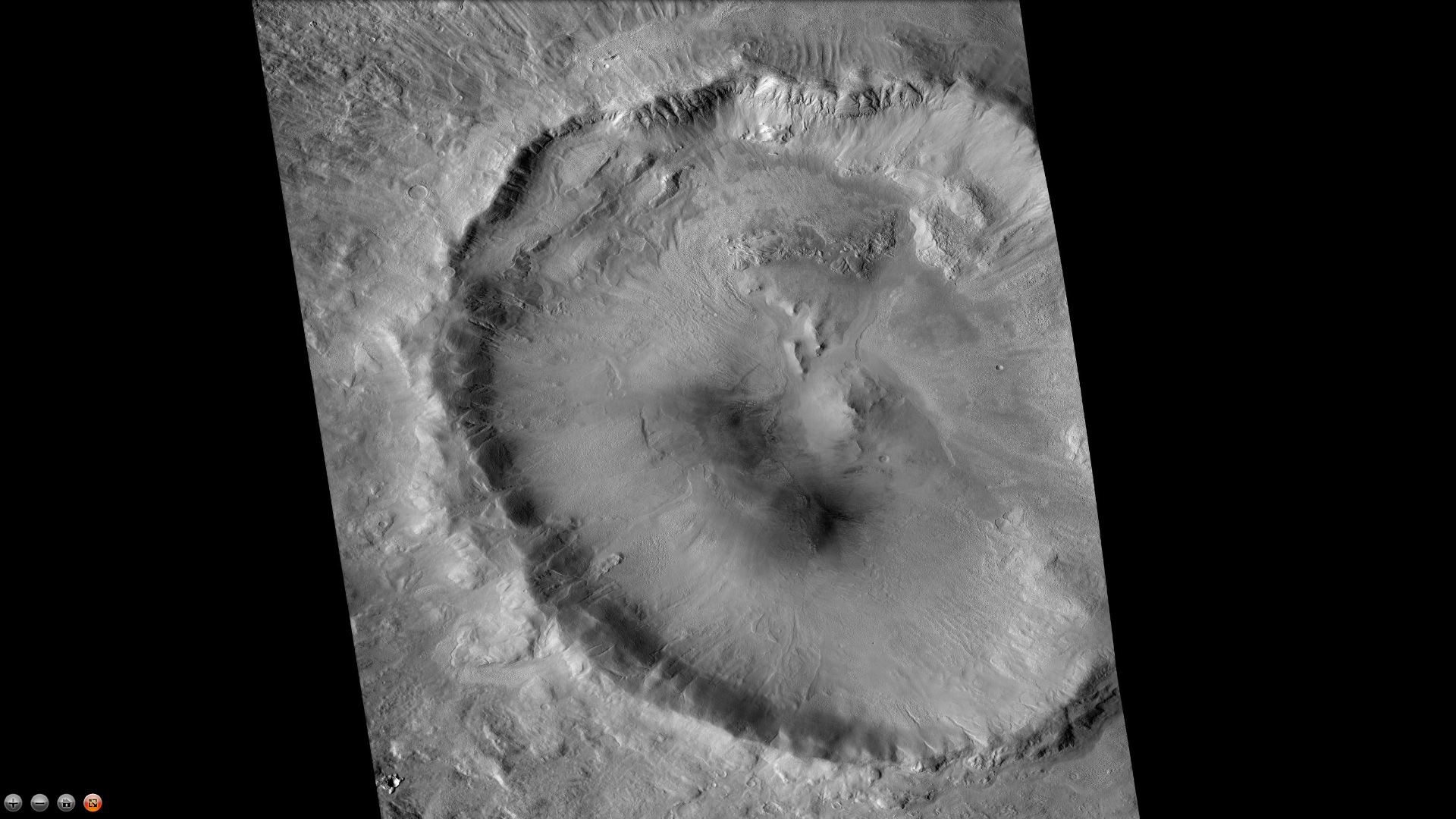
火星勘测轨道飞行器背景相机拍摄的钦科蒂格陨击坑。
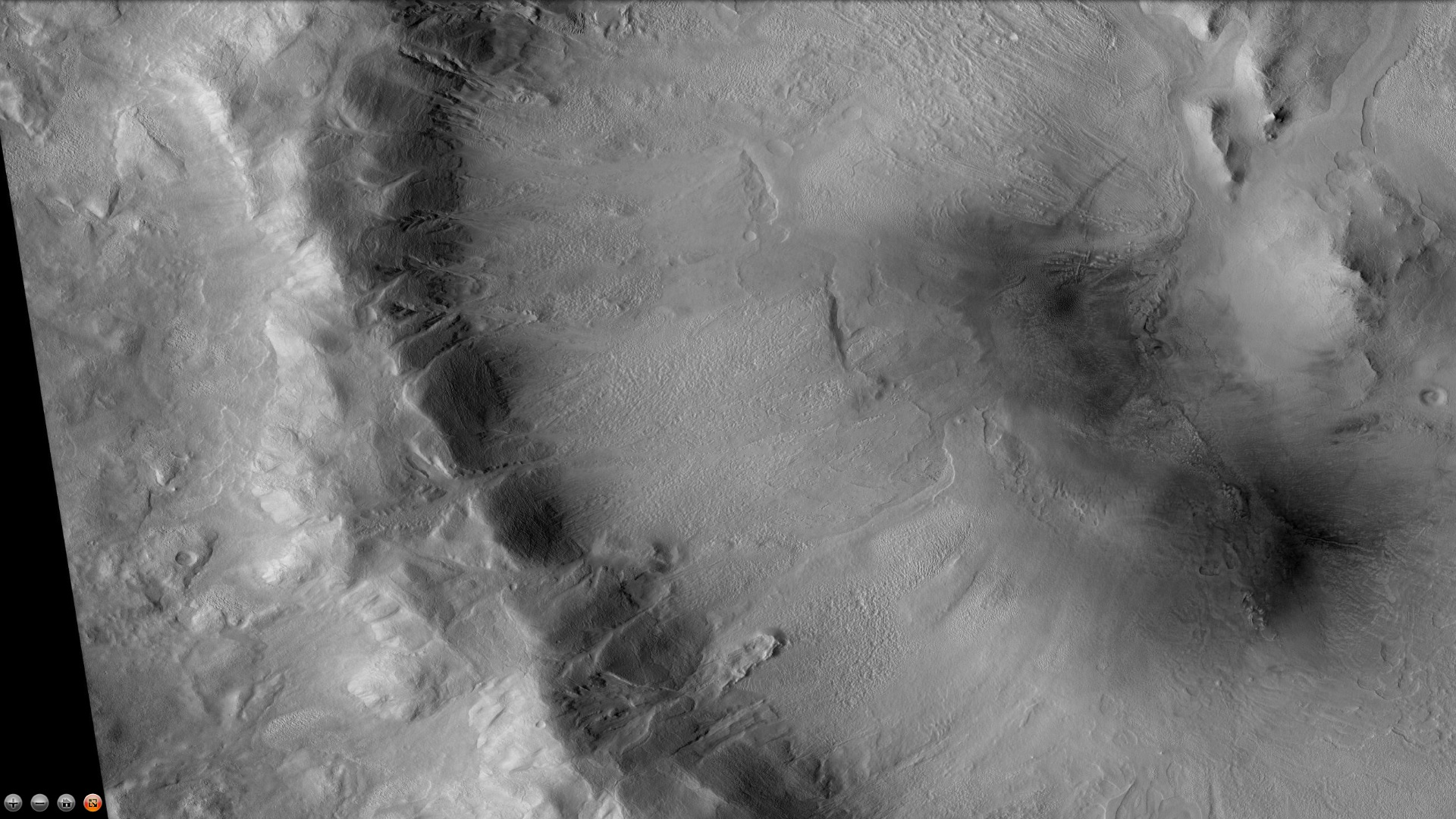
火星勘测轨道飞行器背景相机拍摄的钦科蒂格陨击坑西侧坑壁上的冲沟，注：这是前一幅照片的放大版。
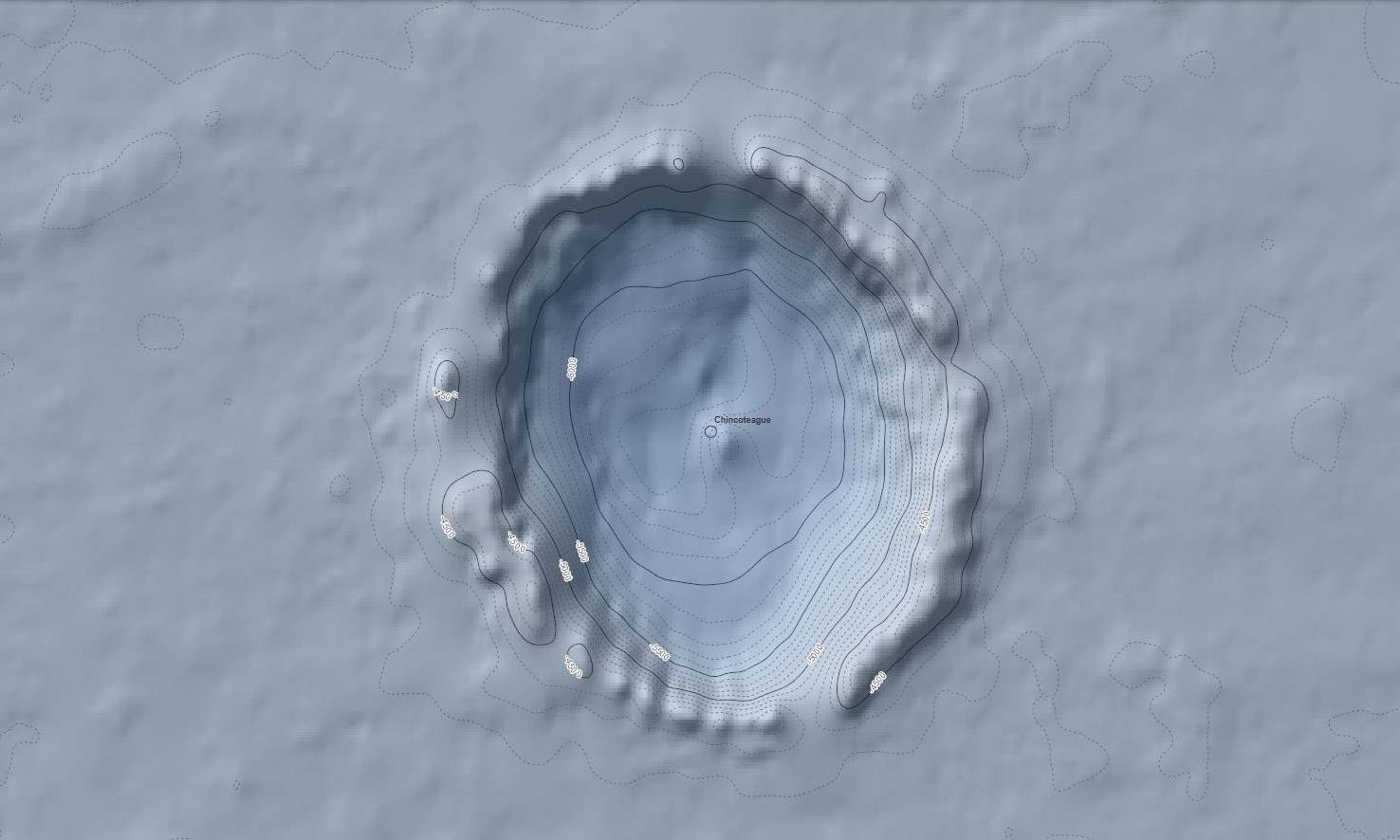
该地图显示了100米等高线（虚线）和500米等高线（粗体）的相对高度，每个点的平均精度最初为水平位置~100米；半径~1米（2001年诺伊曼等人）。但由于火星基准面中的全局误差，总高程不确定性至少为±3米。

## 冲沟
钦科蒂格陨击坑坑壁上显示有冲沟，人们已提出了许多想法来解释它们。多年来，许多研究人员认为它们是由近期的液态水所造成。但随着更多的观察，其他的机制也成为可能。现已观察到火星春季干冰升华（从固体变为气体）时，正在形成新的冲沟。在寒冷的冬季大块的干冰可能会积聚，然后在气候变暖时滑落。在火星稀薄的大气层中，它们会飘浮在干冰块释放出的气垫上。

## 另请查看
- 火星撞击坑